# روئینگ در المپیک تابستانی ۱۹۴۸

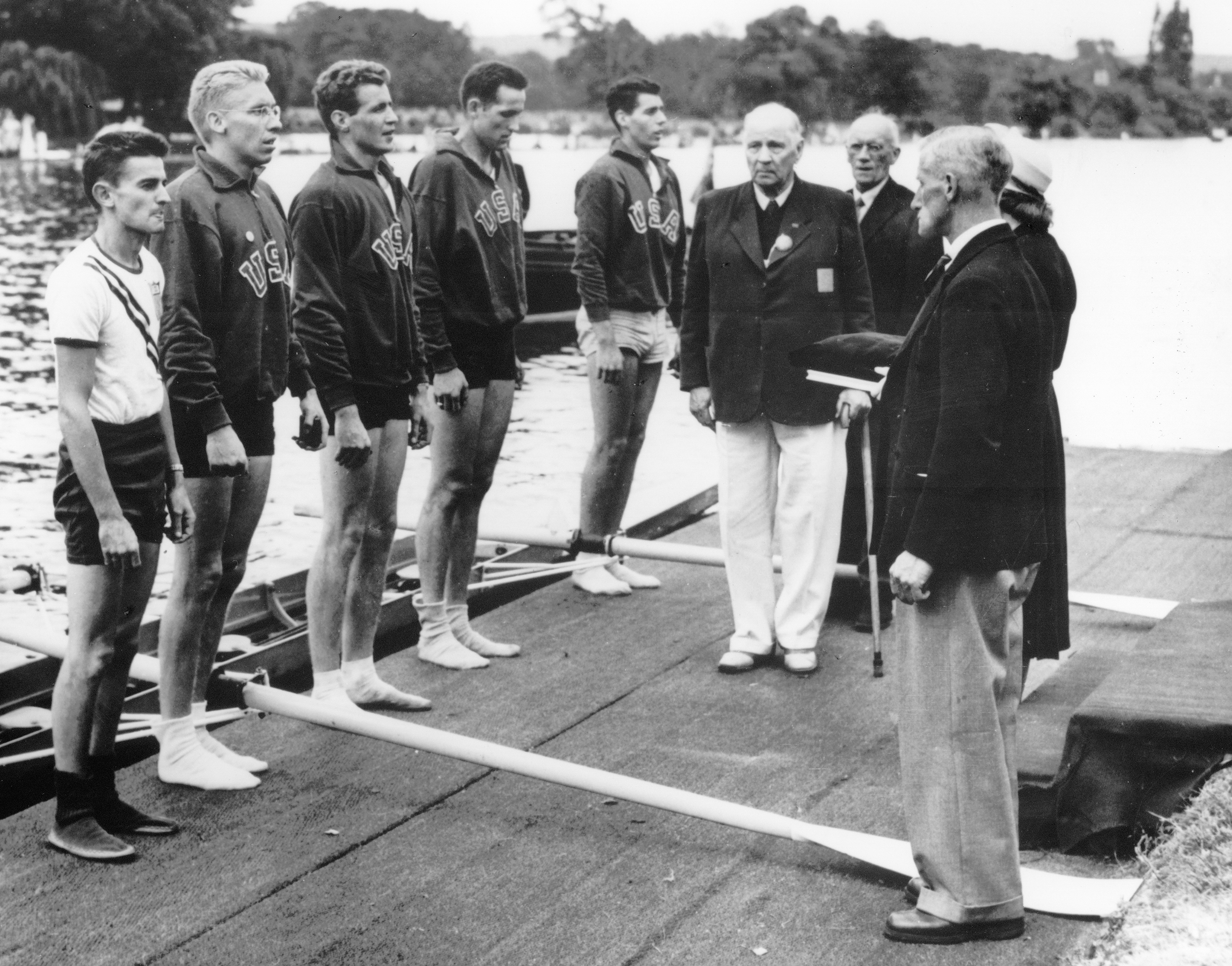
عکسی از تیم روئینگ ایالات متحده آمریکا در بازی های المپیک تابستانی ۱۹۴۸

رویینگ در بازی‌های المپیک تابستانی ۱۹۴۸ نام رویداد ورزش رویینگ در بازی‌های المپیک تابستانی بود که در سال ۱۹۴۸ برگزار شد. این مسابقات از هفت بخش تشکیل شده بود که فقط برای مردان بود و از ۵ تا ۹ اوت برگزار شد.

## جدول مدال‌ها
| رتبه | کشور                      | طلا | نقره | برنز | مجموع |
| ۱    | بریتانیای کبیر (GBR)      | ۲   | ۱    | ۰    | ۳     |
| ۲    | ایالات متحده آمریکا (USA) | ۲   | ۰    | ۱    | ۳     |
| ۳    | دانمارک (DEN)             | ۱   | ۲    | ۱    | ۴     |
| ۴    | ایتالیا (ITA)             | ۱   | ۱    | ۲    | ۴     |
| ۵    | استرالیا (AUS)            | ۱   | ۰    | ۰    | ۱     |
| ۶    | سوئیس (SUI)               | ۰   | ۲    | ۰    | ۲     |
| ۷    | اروگوئه (URU)             | ۰   | ۱    | ۱    | ۲     |
| ۸    | مجارستان (HUN)            | ۰   | ۰    | ۱    | ۱     |
| ۸    | نروژ (NOR)                | ۰   | ۰    | ۱    | ۱     |